# Lennox Sebe
Lennox Leslie Wongamu Sebe, född 26 juli 1926, död 23 juli 1994, var den första ledaren för den av Sydafrika erkända staten Ciskei från självständigheten 1972 fram till 1990. Även om Sebe formellt var landets ledare kontrollerades Ciskei, i likhet med alla de andra Bantustans i Sydafrika, i praktiken av den sydafrikanska regeringen.
Sebe grundade 1981 Ciskei National Indipendent Party vilket i praktiken blev det enda tillåtna. Sebes ledarskap var despotiskt och diktatoriskt och han styrde landet med hjälp av våld och förföljelser, all opposition mot hans regim krossades brutalt. 1983 utropade han sig till president på livstid. 
När hans egen bror Charles 1986 försökte genomföra en statskupp straffades han med livstids fängelse. Sebe störtades slutligen i en militärkupp 1990 ledd av General Oupa Gqozo och ställdes samma år inför rätta anklagad för korruption och brott mot de mänskliga rättigheterna men på grund av hans dåliga hälsa kunde aldrig rättegången slutföras.